# Albert Dejonghe

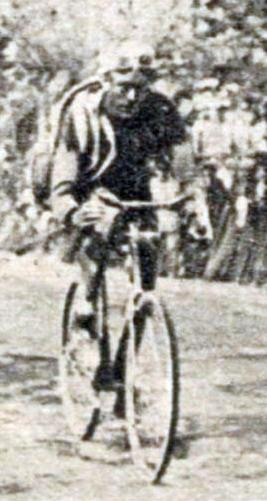
Albert Dejonghe, vainqueur de la 4e étape du Tour de France 1923.

Albert Dejonghe, né le 14 février 1894 à Middelkerke et mort le 23 février 1981 à Middelkerke, est un coureur cycliste belge.

## Palmarès
- 1913
  - 3e du Tour de Belgique
- 1919
  - 2e étape du Circuit des Champs de Bataille
  - 3e de Bordeaux-Paris
- 1920
  - 2e du Tour des Flandres
  - 2e du Tour de Belgique
  - 3e de Paris-Tours
- 1922
  - Paris-Roubaix
- 1923
  - 4e étape du Tour de France
  - 3e du Tour des Flandres
- 1925
  - 5e du Tour de France
- 1926
  - Paris-Angers
  - 6e du Tour de France

## Résultats sur les grands tours

### Tour de France
- 1914 : abandon (8e étape)
- 1919 : abandon (2e étape)
- 1920 : abandon (3e étape)
- 1921 : abandon (9e étape)
- 1922 : abandon (2e étape)
- 1923 : abandon (6e étape), vainqueur de la 4e étape
- 1924 : abandon (4e étape)
- 1925 : 5e
- 1926 : 6e